# Lepanthes pteropogon
Lepanthes pteropogon es una especie de orquídea epífita originaria de Colombia a Ecuador.

## Descripción
Es una orquídea de tamaño pequeño y mediano, que prefiere el clima fresco, es epífita con un delgado a grueso tallo, erguido, envuelto por 9 a 12 vainas de color gris , largas y pubescentes, con una sola hoja apical, erecta, coriácea, oblongo-aovada, aguda, acuminada, cuneada y peciolada. Florece en una inflorescencia filiforme, de 2,5 a 3 cm de largo, congestionada, dística, con sucesivamente, muchas flores, las inflorescencia en forma de racimos que surgen en la parte trasera de la hoja. La floración se produce en casi cualquier época del año.

## Distribución y hábitat
Se encuentra en Colombia, Ecuador y Perú en las laderas occidentales de los Andes en los bosques muy húmedos de montaña, en alturas de alrededor de 2700 a 3100 metros.

## Taxonomía
Lepanthes pteropogon fue descrita por Heinrich Gustav Reichenbach y publicado en Xenia Orchidacea 1: 146. 1856.
Etimología
Ver: Lepanthes
Sinonimia
- Lepanthes pollex Luer 1983[1]